# Daniele De Paoli

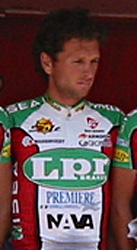
Daniele de Paoli

Daniele De Paoli (* 8. Dezember 1973 in Pavia) ist ein ehemaliger italienischer Radrennfahrer.
1998 wurde Daniele De Paoli beim Giro d’Italia Achter in der Gesamtwertung. Im Jahr darauf konnte er diese Platzierung erneut erreichen. Im Jahr 2000 wurde er Achter bei der Klasika Primavera, und später im Herbst belegte er den neunten Platz bei der Meisterschaft von Zürich. In der Saison 2006 konnte Da Paoli das Schweizer Eintagesrennen Giro del Mendrisiotto für sich entscheiden.
Nach einer Razzia beim Giro d’Italia 2001 wurde De Paoli für sechs Monate wegen des Besitzes von Wachstumshormonen gesperrt. Nachdem er 2002 erneut gesperrt wurde, dieses Mal für drei Jahre, gab er den Radsport auf.
Vermutlich nach Ablauf seiner Dopingsperre wurde De Paoli wieder Profi. Er beendete seine Profikarriere nach der Saison 2006.

## Erfolge
2000
- Giro d’Abruzzo

2001
- eine Etappe Katalonien-Rundfahrt

2006
- Giro del Mendrisiotto

## Teams
- 1997 Ros Mary-Minotti Italia-Ideal
- 1998 Ros Mary-Amica Chips
- 1999 Amica Chips-Costa de Almeria
- 2000 Mercatone Uno-Albacom
- 2001 Mercatone Uno-Stream TV
- 2002 Alessio (ab 1. Mai)
- 2005 LPR-Piacenza
- 2006 LPR